# Václav Vlček (senátor)
Václav Vlček (* březen 1947 Nemilany u Olomouce) je český lékař a politik, v letech 2006 až 2012 senátor za obvod č. 68 – Opava a člen ODS.

## Vzdělání, profese a rodina
V roce 1971 vystudoval Lékařskou fakultu Univerzitě Palackého v Olomouci. Po promoci nastoupil do Slezské nemocnice v Opavě, absolvoval I. a II. atestaci v chirurgii. V letech 1992 až 2006 byl primářem chirurgického oddělení Opavské nemocnice.
S manželkou Evou má syna Václava.

## Politická kariéra
V roce 1989 se začal angažovat v Občanském fóru. Od roku 1993 je členem ODS. V roce 1994 byl zvolen do zastupitelstva města Opavy, kde působí dodnes. V letech 1998 až 2006 byl členem Rady města Opavy.
V roce 2000 neúspěšně kandidoval do Senátu a přestože v prvním kole zvítězil v poměru 34,57 % ku 28,47 % hlasů, ale ve druhém kole jej porazil nestraník kandidující za ODA Josef Jařab se ziskem 57,09 % všech platných hlasů. V senátních volbách 2006 opět kandidoval do horní komory, v prvním kole zvítězil nad nestraníkem za ČSSD Zdeňkem Jiráskem v poměru 31,14 % ku 24,19 % hlasů a ve druhém kole získal mandát senátora díky 54,67 % všech platných hlasů. Je členem Výboru pro územní rozvoj, veřejnou správu a životní prostředí.